# One More Time (single van HammerFall)
One More Time is een single van de Zweedse Heavy-en powermetalband HammerFall en werd uitgebracht om hun album Infected te promoten. Er zijn twee versies van deze single uitgebracht waarvan de eerste versie, uitgegeven op 6 april in 2011, enkel als een digitale download beschikbaar is. Deze laatste bevat naast "One More Time" ook een instrumentale versie van dit nummer en een live-opname van het lied "Hallowed Be My Name" tijdens hun optreden op 27 maart 2009 in het Scandinavium te Göteborg Zweden. Op 8 april werd een tweede versie uitgegeven met de volgende tracks: "One More Time", "Lore of the Arcane/Trailblazers", dat live opgenomen werd tijdens hun optreden op 14 maart 2009 in de All-Kart Halle in Kaufbeuren, en een nieuwe opnameversie van "Blood Bound".
 Het nummer "One More Time" werd geschreven door leadzanger Joacim Cans en gitarist Oscar Dronjak en het is het enige nummer met Drop C tuning.

## Muziekvideo
Van het nummer "One More Time" werd een muziekvideo gemaakt, geregisseerd door Patrick Ullaeus. Om in de themalijn van het album verder te gaan, handelt deze video ook over een zombie-uitbraak. Terwijl de band het nummer speelt in de studio, komt er een horde zombies naar hun toegeschuifeld, die gespeeld werden door fans van HammerFall. De bandleden proberen hen af te weren en later in de clip lukt het hen om te ontsnappen. Op het einde van de video staat "To be Continued" wat impliceert dat het verhaal nog niet is afgelopen.

## Lijst van nummers

### Digitale single[2]
| 1.                 | One More Time                     | Dronjak, Cans | 4:08 |
| 2.                 | - One More Time (instrumental)    | Dronjak, Cans | 4:17 |
| 3.                 | Hallowed Be My Name (live-opname) | Dronjak, Cans | 4:12 |
| Totale duur: 12:37 |                                   |               |      |

### Cd, ep[3]
| 1.                 | One More Time                                 | Dronjak, Cans | 4:08 |
| 2.                 | Lore of the Arcane/Trailblazers (live-opname) | Dronjak, Cans | 6:26 |
| 3.                 | Blood Bound (met "Tinna" als gastzangeres)    | Dronjak, Cans | 4:40 |
| Totale duur: 15:14 |                                               |               |      |

- Deze cd werd in april 2011 als een gratis bonuscd meegegeven aan de abonnees van het Sweden Rock Magazine voor de 81ste uitgave.

## Bezetting[2]
| Naam             | Functie                       |
| ---------------- | ----------------------------- |
| Joacim Cans      | leadzanger, achtergrondzanger |
| Oscar Dronjak    | gitarist, achtergrondzanger   |
| Pontus Norgren   | leadgitarist                  |
| Fredrik Larsson  | bassist                       |
| Anders Johansson | drummer                       |

## 7" ep vinyl releasegegevens[4][5]
- Op 8 april 2011 gaf Nuclear Blast ook een 7" ep-versie van de single "One More Time" uit met een beperkte oplage van 500 stuks. Deze werden enkel verkocht via de muziekwinkel van het label van HammerFall. Op de A-zijde staat het nummer "One More Time" en op de B-zijde een liveversie van het nummer "Hallowed Be My Name" - opgenomen tijdens hun concert op 27 maart 2009 in het Scandinavium te Göteborg, Zweden.